# هوارد دريك
هوارد دريك (بالإنجليزية: Howard Drake)‏ هو دبلوماسي بريطاني، ولد في 13 أغسطس 1956.